# Cratiria chloraceus
Cratiria chloraceus är en lavart som beskrevs av Marbach 2000. Cratiria chloraceus ingår i släktet Cratiria och familjen Caliciaceae.   Inga underarter finns listade i Catalogue of Life.